# Хрельова кула
Хрельовата кула е отбранително фортификационно средновековно съоръжение, построено от протосеваст Хрельо през 1334 – 1335 година и предназначено за укритие. Намира се на 1147 метра надморска височина в източната част на двора на Рилския манастир.
Построяването на кулата е свързано с преместването на манастира на днешното му място. Хрельовата кула служи за защита на монашеското братство, като същевременно е скривалище за манастирските ценности по време на опасност. През османското владичество многократно е ползвана в смутни времена за предпазване от разбойнически набези и нападения. Кулата е използвана и като затвор и изолатор на душевно болни.
Хрельовата кула е с почти квадратна основа от 7,75 Х 8,25 м и има височина 23 м. В дебелите ѝ 1,8 м зидове са вградени стръмни каменни стъпала. Елиптично засводеното приземие е слабо вкопано в терена. Единственият вход на кулата е бил към I етаж с подвижна дървена връзка с терена. Помещенията от I до IV етаж са предназначени за временно обитаване – имат дъсчени подове и оскъдно осветление през бойниците (мазгали). В основата на кулата има кладенец с питейна вода. Има отвори, откъдето да се изливат вряло масло и катран върху нападателите. Сервизните помещения са мивка (II етаж) и отходни места (III и IV етаж) под формата на еркери.
На V етаж в кулата е параклисът „Преображение Христово“ с необичайна иконография. В източната част на параклиса е запазено най-старото изображение на Иван Рилски. На север, юг и запад параклисът е опасан с тясна галерия, покрита с малки слепи куполи между напречни арки, а на изток е олтарната ниша. На всяка стена има по три мощни контрафорса, свързани с тухлени арки, които подсилват устойчивостта на кулата и носят еркерно издадения параклис.
През 1844 година на западната страна на кулата е пристроена двуетажна камбанария.
Хрельовата кула е паметник на културата и като част от Рилския манастир от 1983 година е под закрилата на ЮНЕСКО.